# Rajamangalastadion
Het Rajamangalastadion (Thais:ราชมังคลากีฬาสถาน) is het nationale stadion van Thailand, het ligt de hoofdstad van het land, Bangkok. Het stadion maakt deel uit van het Hua Mak Sportcomplex en ligt in het Bang Kapi District. Het nationale voetbalelftal speelt in dit stadion de internationale thuiswedstrijden. Er zijn ook regelmatig concerten. In het stadion, dat werd geopend in 1998, is plaats voor 49.000 toeschouwers.

## Internationale toernooien
In 1998 werd dit stadion gebruikt bij de Aziatische Spelen van dat jaar. Het Aziatisch kampioenschap voetbal vrouwen werd in 2003 mede in dit stadion georganiseerd. Behalve de openingsceremonie werden er 20 groepswedstrijden (groep A en B) en alle halve finales, troostfinale en finale gespeeld. De finale ging Noor-Korea en China (2–1). In 2007 werden hier het Aziatisch kampioenschap voetbal gespeeld. Het toernooi duurde van 7 tot en met 29 juli en Thailand was een van de vier gastlanden. Er waren in dit stadion 5 groepswedstrijden en de kwartfinale tussen Irak en Vietnam, die wedstrijd eindigde in 2–0. In 2012 waren er hier wedstrijden voor het Zuidoost-Aziatisch kampioenschap voetbal.